# 5-氟尿嘧啶
5-氟尿嘧啶（INN:Fluorouracil，也可寫為5-fluorouracil，或是5-FU)，以Adrucil等品牌名稱於市場上銷售，是一種細胞毒性化學治療藥物。有兩種主要給藥方式 - 靜脈注射劑型，用於治療包括大腸癌、食道癌、胃癌、胰臟癌、乳癌和子宮頸癌在內的癌症。而外用乳膏劑型則用於治療皮膚疾病，如光化性角化病、基底細胞癌和皮膚疣。
以注射方式使用5-氟尿嘧啶經常會引起副作用，包含有口腔發炎、食慾不振、血球減少症、掉髮以及皮膚紅腫。若以外用乳膏形式使用，則常見塗抹部位出現不適反應。無論是注射或外用，個體於懷孕期間使用都可能對胎兒造成危害。5-氟尿嘧啶劑既是抗代謝物，也屬於嘧啶類似物類藥物。其確切的作用機制尚未被完全了解，但一般認為它透過抑制胸苷酸合成酶的活性來阻止DNA的生成而發揮作用。
5-氟尿嘧啶於1956年獲得專利，並於1962年進入醫療用途。它已名列世界衛生組織基本藥物標準清單之內。它是美國於2022年排名第270位的最常使用處方藥，開立的處方箋數量超過90萬張。

## 醫療用途
5-氟尿嘧啶在癌症治療中有多種給藥途徑。全身性給藥適用於肛門癌、乳癌、大腸癌、食道癌、胃癌、胰臟癌和皮膚癌（特別是頭頸癌）。局部塗抹於皮膚則用於治療光化性角化病、皮膚癌和皮膚鱗狀細胞癌。另外，眼藥水劑型用於治療眼表鱗狀細胞腫瘤。還有一種特殊的眼內注射用途，是在小樑切除術後注射以抑制癒合，形成瘢痕，有助於房水流通，以降低眼壓。

## 禁忌症
5-氟尿嘧啶禁用於身體極度衰弱的患者，以及因放射治療或化學治療導致骨髓抑制的患者。同樣地，它也禁用於懷孕或是進行母乳哺育期的婦女。
非外用藥物使用（即注射給藥）的劑型，應避免用於沒惡性疾病的患者。
關於5-氟尿嘧啶的禁忌症，歐盟和英國在2020年已將完全缺乏二氫嘧啶去氫酶（DPD）活性的患者列為禁用。相較之下，截至2024年，美國的藥品仿單（package insert）並未明確將此列為禁忌，但強調DPD活性不足或缺失的患者使用5-氟尿嘧啶可能會導致嚴重甚至致命的副作用，且沒已知的安全劑量。
值得注意的是，英國已常規進行二氫嘧啶去氫酶基因（DPYD）檢測以識別這些高風險患者，而美國尚未普及此做法。

## 不良反應
不良反應依發生頻率排列如下：

### 全身性使用期間
常見（發生頻率 > 1%）：
- 噁心
- 嘔吐
- 腹瀉（詳見下文）
- 口腔黏膜炎（英语：Mucositis）
- 頭痛
- 手足症候群（英语：Chemotherapy-induced acral erythema）
- 骨髓抑制（詳見下文）
- 脫髮
- 光敏感性
- 斑丘疹
- 搔癢
- 心臟毒性（英语：Cardiotoxicity）（詳見下文）
- 持續性打嗝[22]
- 情緒障礙（易怒、焦慮、憂鬱）

不常見（發生頻率 0.1–1%）： 
- 食道炎
- 消化道潰瘍和出血
- 肛門炎（英语：Proctitis）
- 指甲疾病
- 靜脈色素沉澱
- 意識混亂
- 小腦共濟失調（英语：Cerebellar ataxia）
- 腦病變
- 視覺改變
- 畏光
- 流淚（非因情緒或生理原因而流淚）

罕見（發生頻率 < 0.1%）：
- 過敏性休克
- 過敏反應
- 無感染跡象的發燒
- 躁狂、可逆性失智症[23][24]

5-氟尿嘧啶可能引發嚴重腹瀉，其程度甚至會因而限制使用藥物劑量，若與亞葉酸同時使用更會加劇。骨髓抑制方面，中性粒細胞會在治療開始後9-14天顯著降低（嗜中性白血球低下），而血小板減少則在7-17天左右達到高峰（血小板減少症），之後約10天才會逐漸恢復。值得注意的是心臟毒性雖然常見（包括嚴重心律不整、心室性心搏過速以及因心肌缺血導致的心臟驟停），但僅約有0.55%的患者會出現危及生命的情況。

### 局部外用使用期間
常見（發生頻率 > 1%）：
- 局部疼痛
- 搔癢
- 灼熱感
- 刺痛感
- 結痂
- 滲液
- 皮膚炎
- 光敏感性

不常見（發生頻率 0.1–1%）：
- 色素沉澱過度或不足
- 疤痕形成

### 神經系統損害
於美國藥品仿單中列有警告：注射5-氟尿嘧啶後可能發生急性小腦共濟失調，且停藥後症狀可能持續，包括共濟失調、眼球震顫和運動失調|。

## 潛在過量風險
5-氟尿嘧啶的治療劑量窗口非常窄，也就是說，能產生療效的最低劑量和會引起嚴重毒性的最高劑量之間的差距很小。此外，不同患者對此藥物的吸收、代謝和排泄等藥物代謝動力學過程存在顯著的個體差異。這表示即使給予相同的劑量，有些患者可能獲得良好的療效，且毒性反應在可接受範圍內，但另一些患者則可能因為藥物在體內累積過多而出現無法耐受甚至危及生命的嚴重毒性反應。因此在使用5-氟尿嘧啶時須非常謹慎。5-氟尿嘧啶的過量和劑量不足都是問題。研究顯示多數大腸癌患者的劑量常根據個體體表面積 (BSA) 標準給予，但往往偏低。BSA給藥標準讓醫師難以精確調整個體患者的劑量，導致有時療效不佳或是有時毒性過大。
大量研究已證實患者血液中藥物濃度會直接影其療效和副作用的發生。因此，根據患者血漿中藥物濃度來調整藥物劑量，已被證明能極大提升治療成功率，同時將不良反應降至最低。血藥濃度檢測有望改善目前常用化療方案的療效和安全性。
尿苷三乙酸鹽被認為有潛力成為疑似5-氟尿嘧啶過量的解毒劑。

## 對寵物的風險
美國食品藥物管理局（FDA）強調，必須避免寵物意外接觸5-氟尿嘧啶。雖然此藥物有時會以仿單標示外使用的方式用於治療馬匹，但對犬隻而言，即使少量也可能致命。
根據FDA報告，已發生20起狗隻因不慎食入外用5-氟尿嘧啶而致死的案例[。

## 交互作用
5-氟尿嘧啶可能會影響華法林的抗凝血效果。與別嘌醇併用會降低5-氟尿嘧啶的療效，但別嘌醇漱口水可用於緩解5-氟尿嘧啶引起的口腔炎。

## 藥理學

### 藥物基因學
二氫嘧啶去氫酶 (DPD) 是一種負責代謝氟嘧啶類藥物（包括5-氟尿嘧啶、卡培他濱和替吉夫）的解毒酶。DPD基因 (DPYD) 內的遺傳變異可能導致DPD活性降低或缺失，這些變異的雜合子性或純合子性個體可能出現部分或完全的DPD缺陷。估計0.2%的個體具有完全的DPD缺陷。當使用氟嘧啶類藥物治療時，DPD部分或完全缺陷的個體發生嚴重，甚至是致命藥物毒性的風險會顯著增加。中毒案例包括骨髓抑制、神經毒性和手足症候群。

### 作用機制
5-氟尿嘧啶主要通過抑制胸苷酸合成酶 (TS) 而發揮作用，會因而阻斷DNA複製所需胸苷單磷酸 (dTMP) 的合成。5-氟尿嘧啶導致dTMP缺乏，使快速分裂的癌細胞因而死亡。亞葉酸提供還原型葉酸鹽，穩定5-氟尿嘧啶複合物，增強其細胞毒性。

## 歷史
5-氟尿嘧啶的發展始於1954年，當時的研究揭示肝癌細胞對尿嘧啶會出現異常吸收。這個發現引起查爾斯·海德爾伯格的注意，他是一位對氟化學頗有研究的科學家，此前曾發現氟可阻斷重要的酶。受到這個觀察和早期研究的啟發，海德爾伯格聯繫於羅氏服務的兩位化學家 - 羅伯特·杜辛斯基（Robert Duschinsky）和羅伯特·施尼策（Robert Schnitzer），共同合成5-氟尿嘧啶。海德爾伯格和杜辛斯基很快就發現這種新化合物在小鼠身上展現出驚人的抗腫瘤效果，他們於1957年將此發現公開發表。緊接著海德爾伯格與他的同事們在1958年一起首次報告5-氟尿嘧啶在治療人類癌症方面的潛力，而開啟這種重要抗癌藥物的臨床應用之路。

## 天然類似物
科學家於2003年在南海西沙群島中永興島附近採集名為Phakellia的海綿中發現與5-氟尿嘧啶結構相似的衍生物。由於含氟天然產物非常罕見，這項發現具有重要意義。

## 互動式途徑圖
Template:FluoropyrimidineActivity WP1601

## 名稱
國際非專有藥名 (INN)、美國採用名稱 (USAN)、美國藥典 (USP) 名稱和英國批准名稱 (BAN)中均採"fluorouracil"的名稱。"5-fluorouracil"也經常被使用，表明在尿嘧啶環的第5個碳原子上存在一個氟原子。

## 延伸閱讀
- Dean L. . Pratt VM, McLeod HL, Rubinstein WS,  et al  (编). . National Center for Biotechnology Information (NCBI). 2016. PMID 28520376. Bookshelf ID: NBK395610.
- Latchman J, Guastella A, Tofthagen C. . Clinical Journal of Oncology Nursing. October 2014, 18 (5): 581–585. PMC 5469441 . PMID 25253112. doi:10.1188/14.CJON.581-585.

## 外部連結
- . MedlinePlus.